# Ernest-Eugène Hiolle

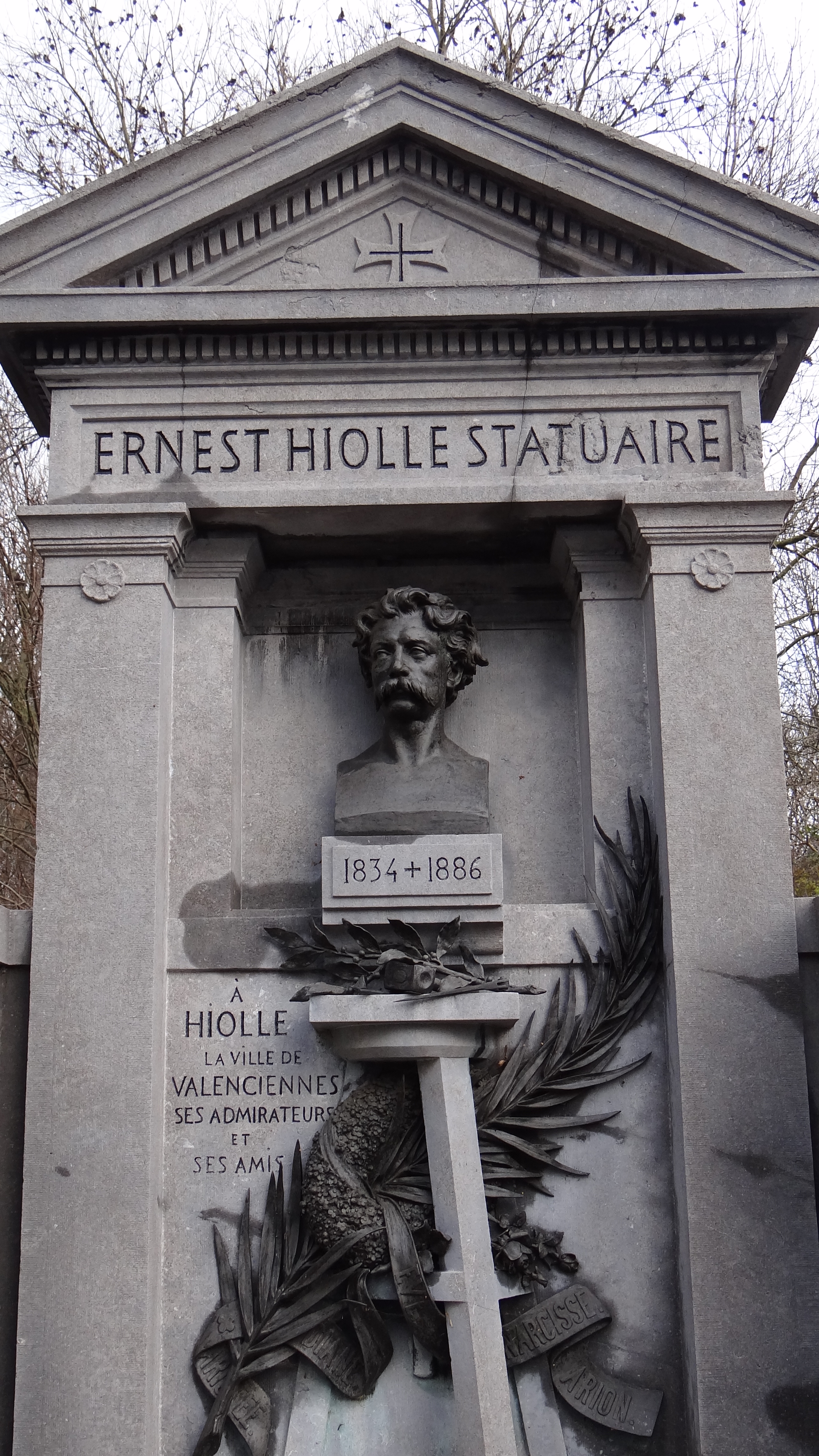
Ernest-Eugène Hiolle.

Ernest-Eugène Hiolle, född 5 maj 1834, död 5 oktober 1886, var en fransk skulptör.
Hiolle vann Rompriset 1862. Han utförde mästerliga porträttbyster (Robert-Fleury, Viollet le Duc med flera) och idealfigurer (Narcissus, Arion på delfinen, Luxembourgmuseet med flera).